# Schwärzloch

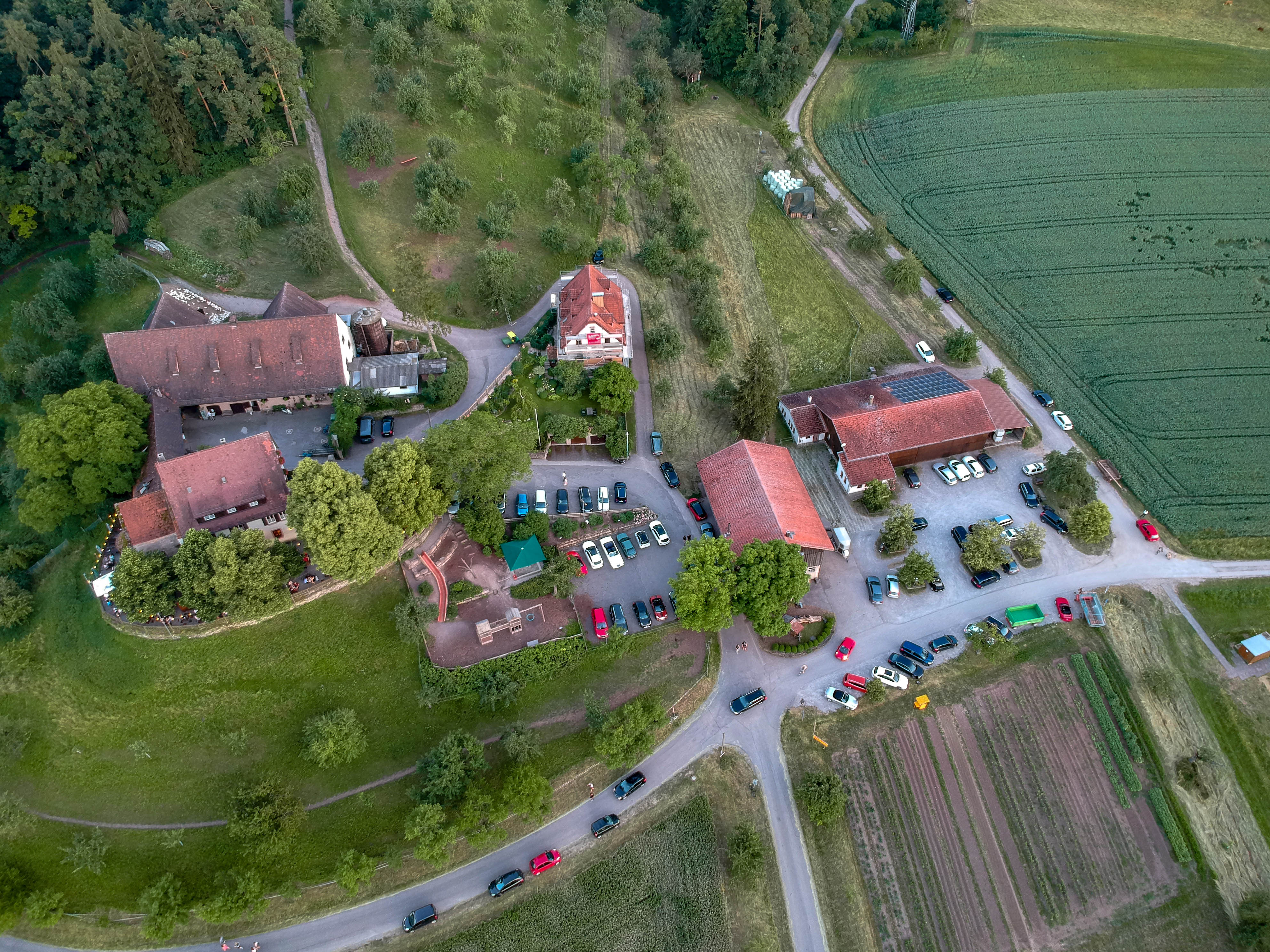
Schwärzloch in Tübingen

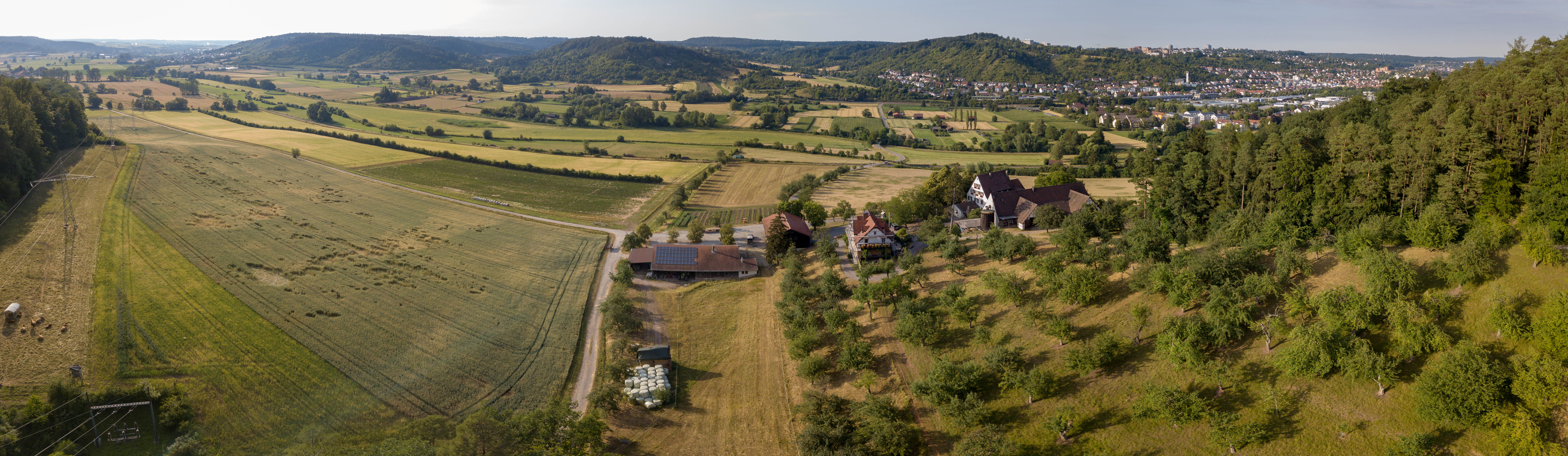
Panorama von Schwärzloch Blickrichtung Norden

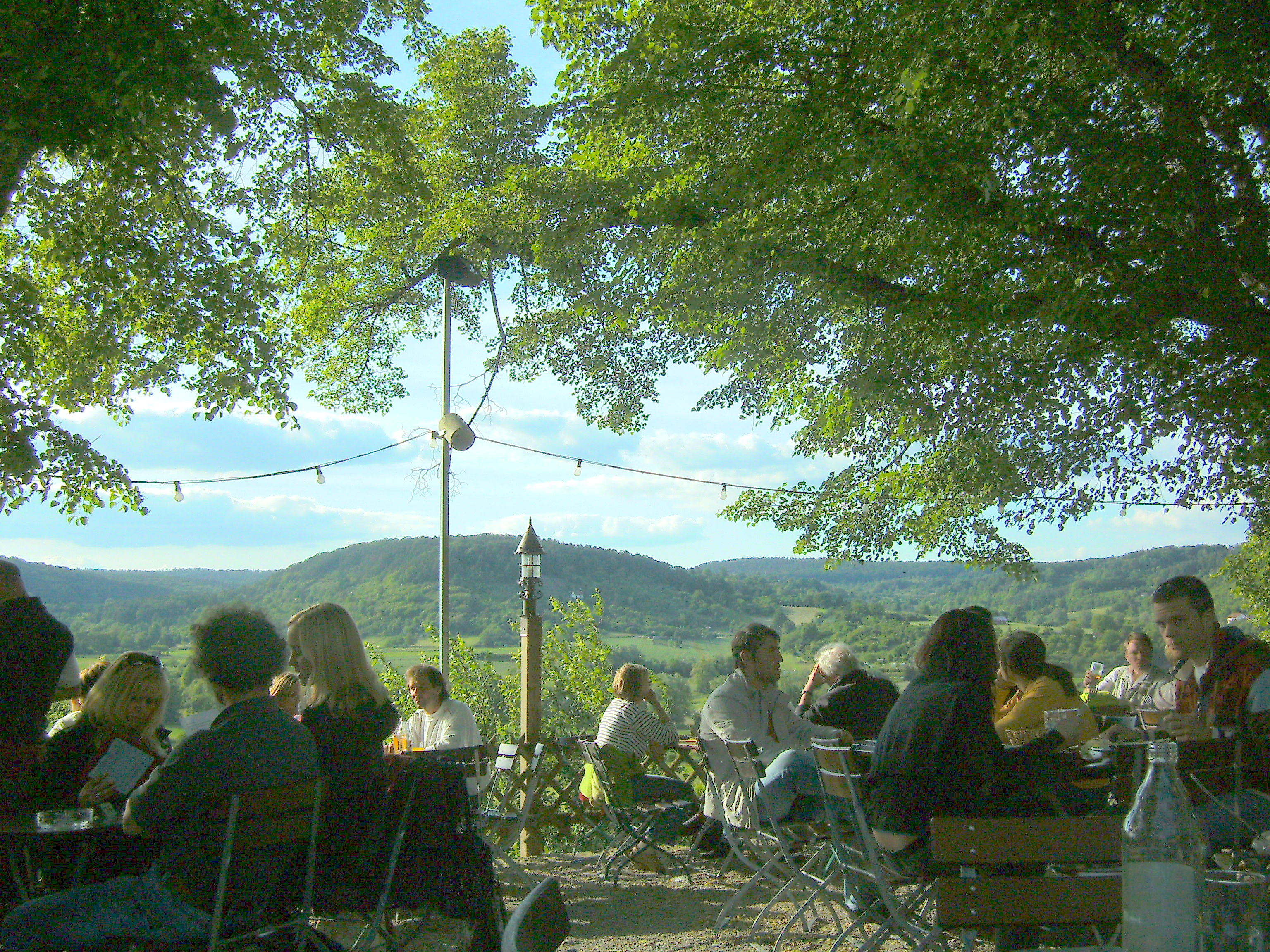
Gartenwirtschaft des Schwärzlocher Hofs mit der bei Studenten beliebten Mostbowle

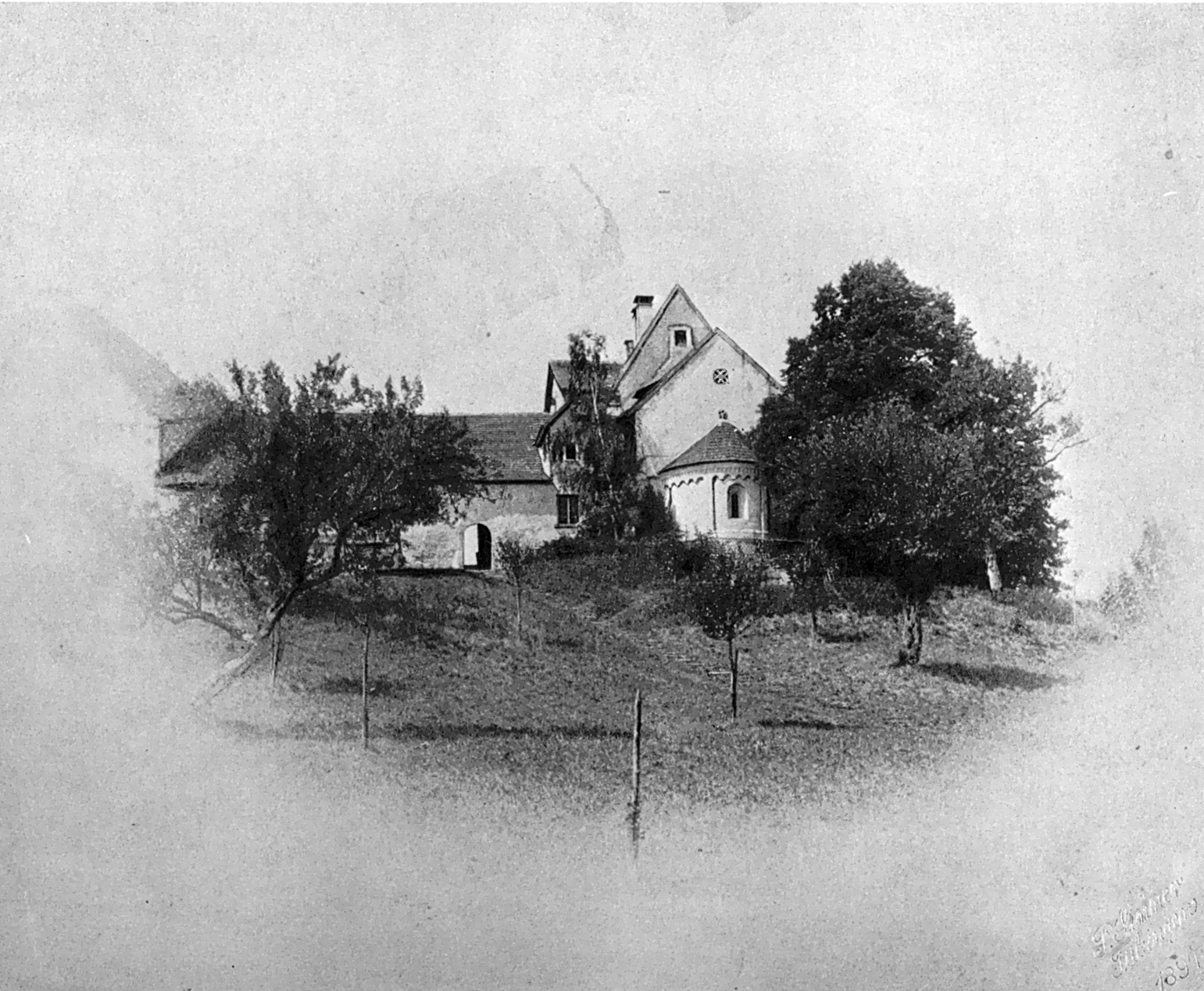
Historische Ansicht der romanischen Apsis der Kapelle von Schwärzloch des Fotografen Paul Sinner

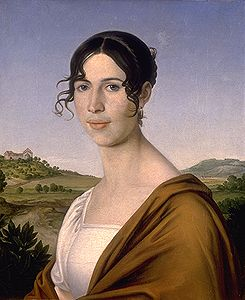
Christoph Friedrich Dörr: Bildnis einer Unbekannten, im Hintergrund der Schwärzlocher Hof (Öl auf Leinwand, um 1807–1810)

Schwärzloch (oder Schwärzlocher Hof) ist ein ehemaliges Landgut mit der dazugehörigen romanischen Kapelle bei Tübingen. Das Landgut und die profanierte Kapelle sind heute ein beliebtes Ausflugslokal von Tübingen.

## Lage
Schwärzloch liegt 2,2 km westlich des ehemaligen Haagtors von Tübingen. Es liegt auf der halben Höhe eines nördlichen Ausläufers des Spitzberges, auf einem wohlgerundeten Vorhügel. Der Hof Schwärzloch bietet einen guten Blick auf den Ammerhof und auf Tübingen.

## Name
Der Name ist in verschiedenen Schreibweisen überliefert. Die Schreibweise Schwerzloch reicht bis in die älteste Zeit. 1120 wurde Swertissloch, um 1203 Schwerzeloch und schließlich 1323 und 1340 Schwertzloch überliefert. Die Schreibweise Schwärzloch hat sich im 19. Jahrhundert durchgesetzt.
Die genaue Bedeutung des Namens wurde trotz mehrerer Deutungsversuche nicht geklärt. So versuchte z. B. Ludwig Uhland den Namen auf einen Hain des germanischen Schwertgottes Ziu zurückzuführen, was aber als romantische Schwärmerei gewertet werden muss.

## Geschichte
Bereits um 1085 wurde der damalige Weiler Schwärzloch (mit insgesamt ca. 200 Morgen Land) erstmals erwähnt. Er gehört damit zu den ältesten Wohnplätzen auf der Tübinger Stadtgemarkung. Damals wurde Schwärzloch von einem Presbyter Albertus, einem Verwandten der Pfalzgrafenfamilie, an das Kloster Blaubeuren geschenkt. Das Kloster, dem Schwärzloch wohl als Verwaltungszentrum im Raum Tübingen diente, ließ um 1100 die Kapelle bauen. Das Kirchlein war dem heiligen Nikolaus geweiht, dem Patron des Wassers, dessen Wahl erklärlich ist, wenn man bedenkt, dass in früheren Zeiten das ganze obere Ammertal vom Schwärzlocher Hügel bis zu den Unterjesinger Bergen ein Sumpf oder See gewesen sein soll. Den Besitz des Klosters Blaubeuren beendete Abt Heinrich Faber  1477, der als päpstlicher Kommissionar die Pfründe an das Chorherrenstift St. Georg in Tübingen übertrug. Den Anlass dazu bildete die Gründung der Universität Tübingen, die Schenkung war also quasi ein Patengeschenk an die Universität. Im Laufe der Jahrhunderte blieb aus dem ehemaligen Weiler nur ein landwirtschaftlich genutzter Hof. 1484 wurde die Pfründe mit der Kapelle (St.-Nikolaus-Pfründe) vom Hofgut (Berg Schwärzloch) getrennt, und die Kaplanei zum Kanonikat erhoben.
Das Hofgut wurde zunächst 1497 an Mathias Suberschwarz, dann 1522 an Hans Breuning, einen Sohn von Konrad Breuning, der in der österreichischen Zeit (1519–1534) Untervogt zu Tübingen war, verkauft. Er ließ 1531 die auf dem Hof als „freie Gründung“ ruhenden Privilegien von persönlichen Dienstbarkeiten, wie z. B. Hand- und Spanndienste, durch den römisch-deutschen König Ferdinand urkundlich bestätigen. 1535 wurde die Kapelle infolge der Reformation profaniert, an das Hofgut angeschlossen und zum Wohnhaus umgebaut. 1544 wurde das ganze Schwärzloch mit ca. 120 Morgen Land von Konrad Breuning, Sohn von Hans Breuning, an das Spital zu Tübingen verkauft. Für das Spital bildete Schwärzloch in den Folgejahren die Haupteinnahmequelle.
Seit 1746 wurde der Hof durch das Spital an wechselnde Pächter verpachtet. Einer der Pächter war Ende des 18. Jahrhunderts der Verwalter der herzoglichen Schäferei und Gastwirt Johann Heinrich Steeb (Vater von Carlo Steeb). Als er 1797 den Gasthof Lamm verkaufte, ließ er sich in Schwärzloch nieder, das er ansatzweise als Gaststätte nutzte. Die Schwierigkeiten der späteren Pächter und das Ausbleiben der Pacht zwang das Spital, das Land von Schwärzloch ab 1828 stückweise zu verkaufen, so dass 1829 nur noch 36 Morgen Land am Landgut blieben.
Seit 1829 gehörte es häufig wechselnden Besitzern. Manche von ihnen nutzen es ausschließlich landwirtschaftlich, andere aber betrieben dort gelegentlich eine Gastwirtschaft. Auf diese Weise wurde Schwärzloch zum Ausflugsziel für Spaziergänger und Studenten. Zu den Gästen der frühesten Zeit gehörten u. a. Eduard Mörike, Ludwig Uhland, Wilhelm Hauff, Justinus Kerner und Hermann Kurz.
1863 richtete dort Wilhelm Lechler eine regelmäßig geöffnete, erfolgreiche Sommerwirtschaft ein. 1886 kaufte Schwärzloch der Landwirt Kilian Schmid, der im gleichen Jahr eine Konzession für den Ausschank von Bier, Wein, und Branntwein erhielt. 1894 erhielt er auch eine Konzession für den Ausschank von Most, und seit diesem Zeitpunkt betrieb er die Gastwirtschaft ganzjährig. Dadurch wurde Schwärzloch zum beliebtesten Ausflugslokal in der unmittelbaren Nähe von Tübingen. Unter Kilian Schmid wurde der Chor der Kapelle zum Gastsaal umfunktioniert; er trug auch wesentlich zur Vergrößerung der Bebauung von Schwärzloch bei: 1904 baute er ein zweites Wohnhaus und 1929 ließ er einen Saal anbauen, um die Gastwirtschaft zu vergrößern. 1931 kaufte Gotthold Reichert, der Mann einer Nichte von Kilian Schmid, das Gut Schwärzloch von dessen Erben. Das Gut bleibt bis heute Eigentum der Familie Reichert, die auch – nach einer Pause – das Ausflugslokal betreibt.

## Gebäude
Die Gebäude sind durch eine Mauer verbunden und bestehen aus der zu einem Gasthaus umgebauten Kapelle und zwei Ökonomiegebäuden. Von der romanischen Kapelle sind noch wesentliche Teile erhalten. Ihr ursprünglich flachgedecktes Schiff ist als Gastraum eingerichtet und zeigt außen ringsum noch den alten Sockel. Früher waren an der Nordseite auch die alten schmalen Rundbogenfensterchen erhalten.

## Figurenfries auf der Kapelle

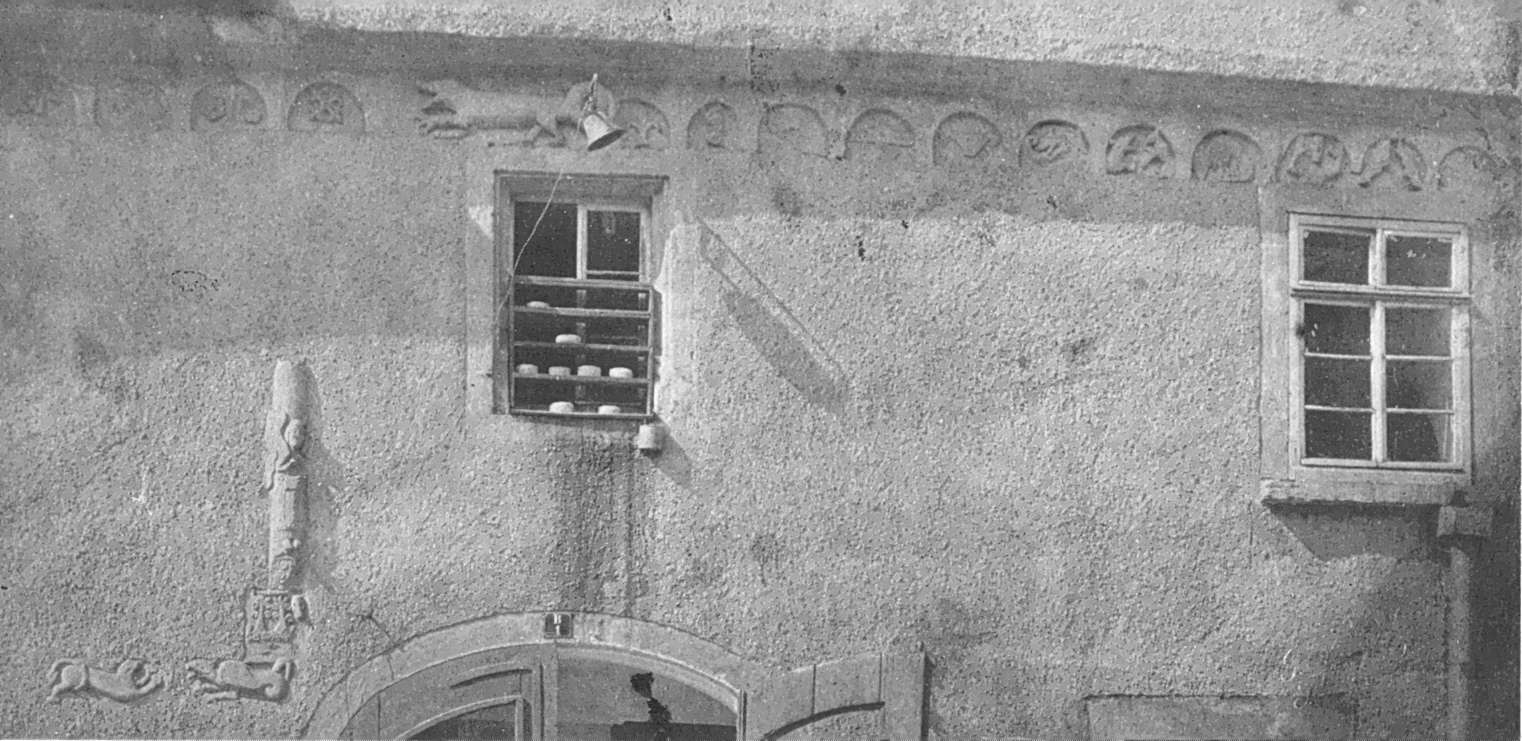
Reste romanischer Bauskulptur an der ehemaligen Kapelle von Schwärzloch (Fotografie von Paul Sinner)

An der Südseite zieht sich hoch unter dem Dachgesims ein Rundbogenfries entlang, in dessen Feldern verschiedene Flachreliefs zu finden sind. Es sind teils Pflanzengebilde: Palmen, Lilien, Rosen, Klee- und Eichenblätter, teils figürliche Darstellungen: Drachen, Fuchs, Bär und Schlange sowie ein fressender Adler und das Brustbild eines Mannes, der nach antiker Weise mit aufgehobenen Händen betet.
Über dem neuen Eingang wird der Rundbogenfries durch einen großen ungeflügelten Drachen unterbrochen. Links von der Türe ist ein Löwe und ein ihm entgegenkommender geflügelter Drache mit einem in einen Pfeil endenden Schweif eingemauert.
Darüber steht eine Säule, an der ein langgeflügelter Engel in halber Lebensgröße steht, der mit der rechten Hand segnet und in der linken ein Buch hält. Das untere Stück einer entsprechenden Figur, in Priestertracht, die auch ein Buch hält, ist jetzt in der Scheune eingemauert. Beide waren früher an den Pfosten des alten Eingangs angebracht. Der höchst primitive Stil aller dieser Skulpturen deutet auf die frühromanische Zeit. Die noch ganz erhaltenen östlichen Teile der Kapelle, der früher als Keller verwendete quadratische Chor samt seiner halbrunden Apsis, sind dagegen spätromanisch.

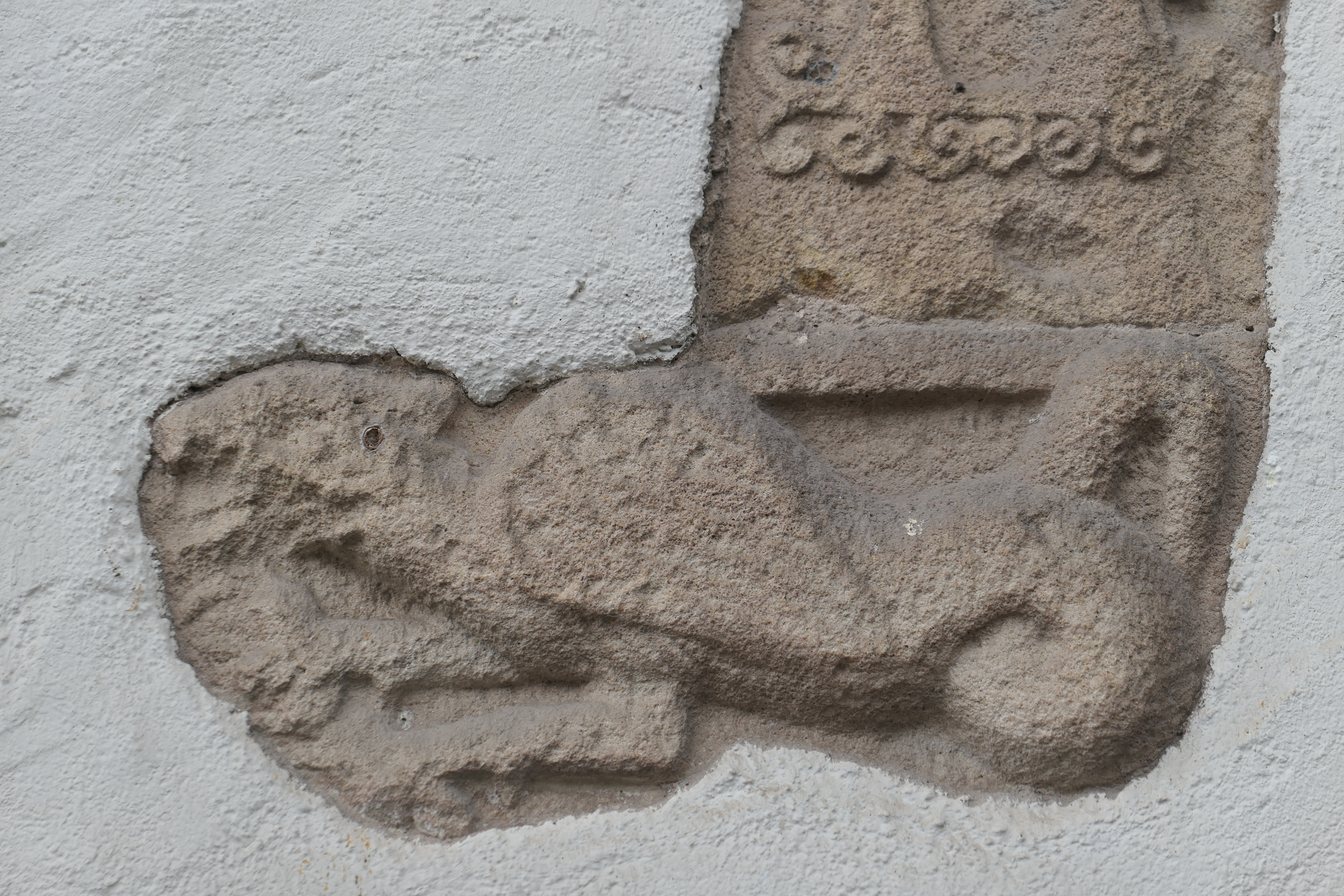
Basilisk
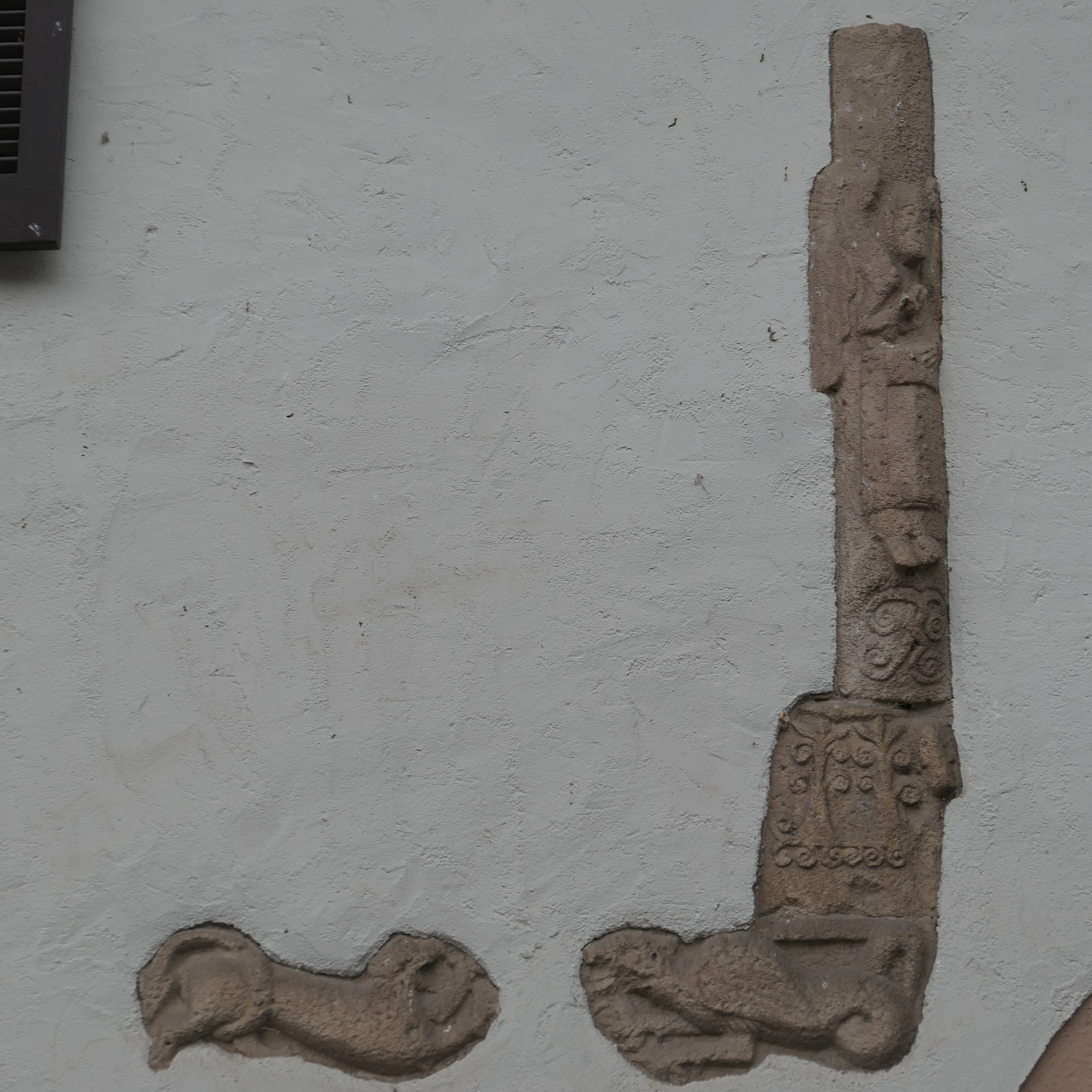
Portalfries
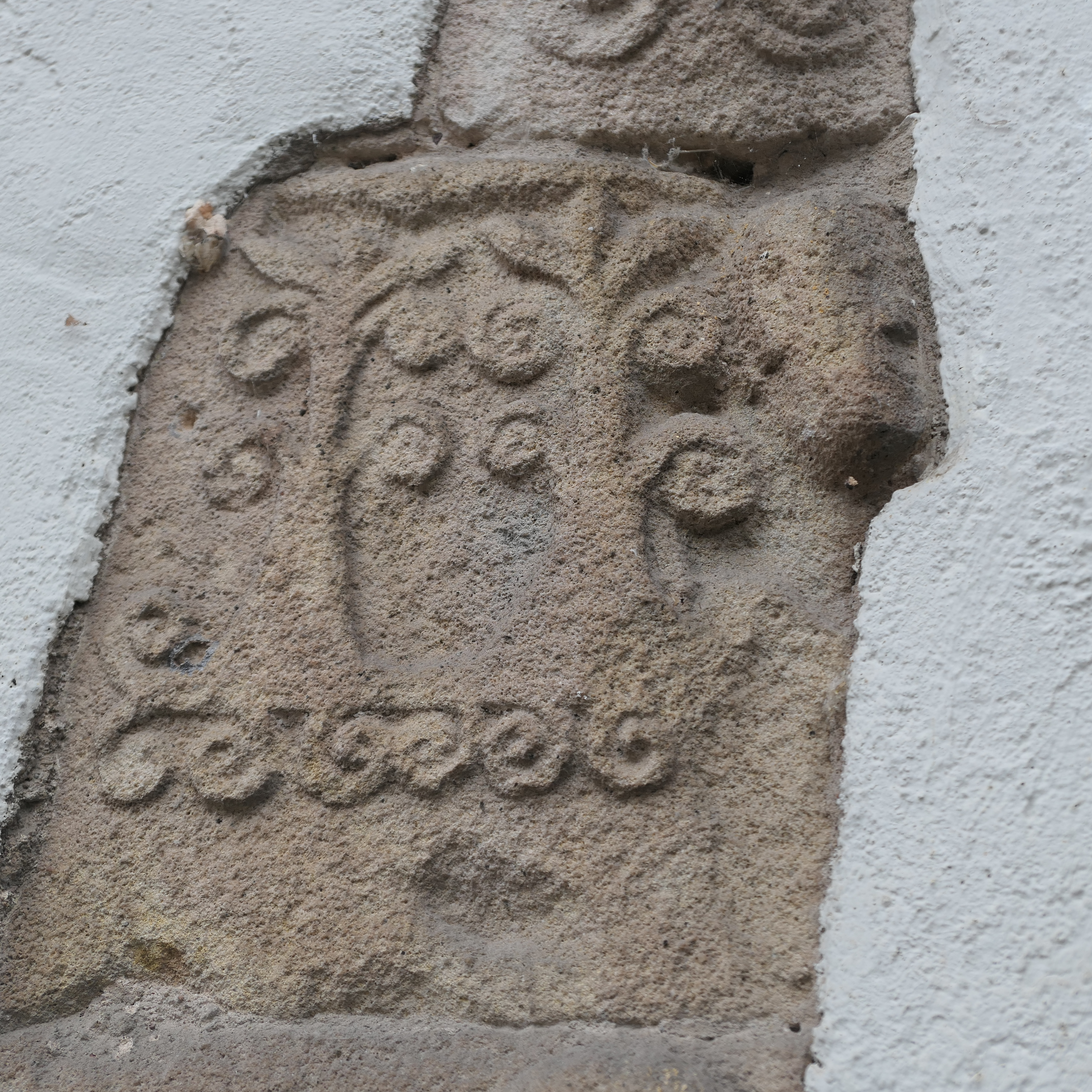
Garten mit Kopffigur
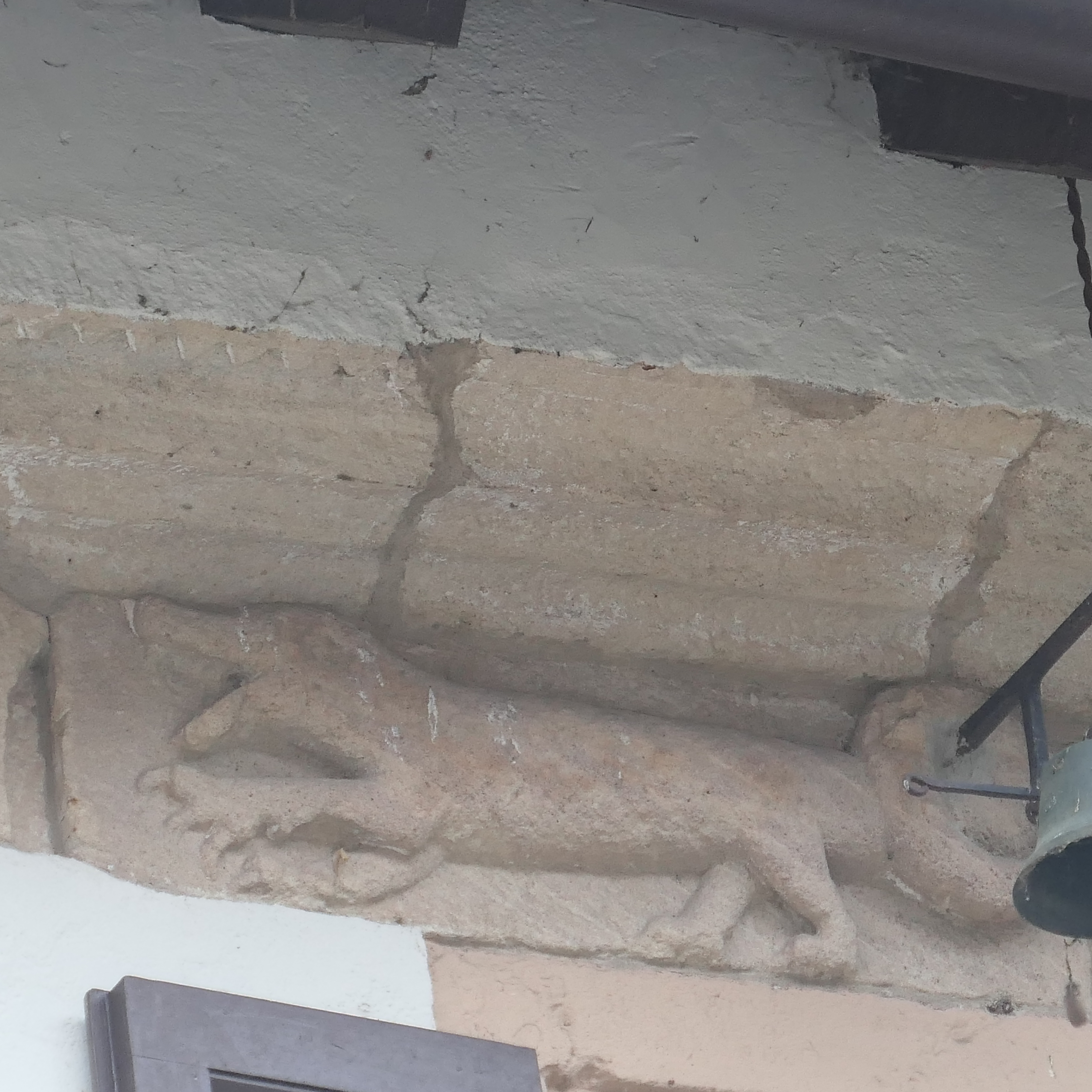
Traufe Krallenwesen
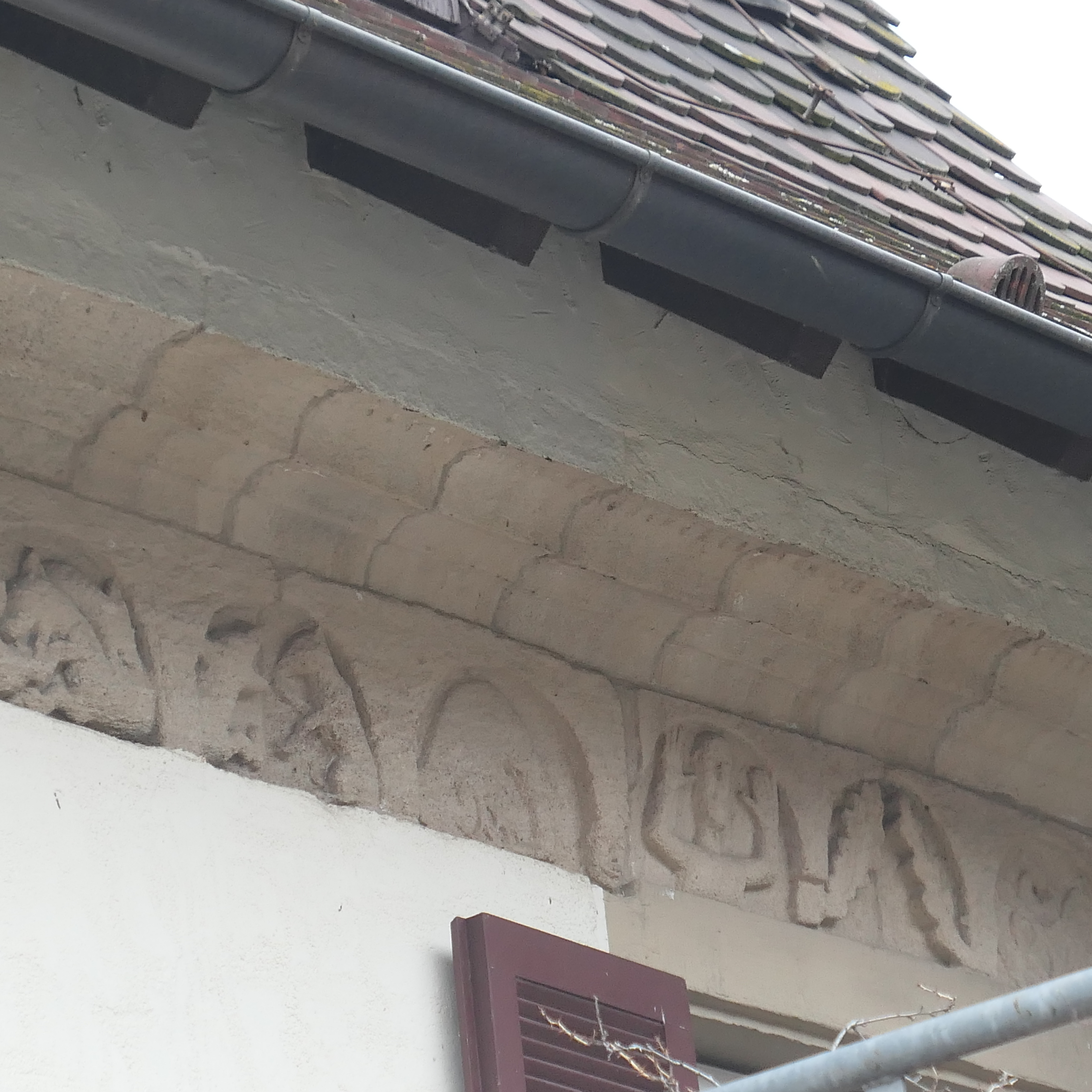
Schwärzloch Traufe Adorant Tiere
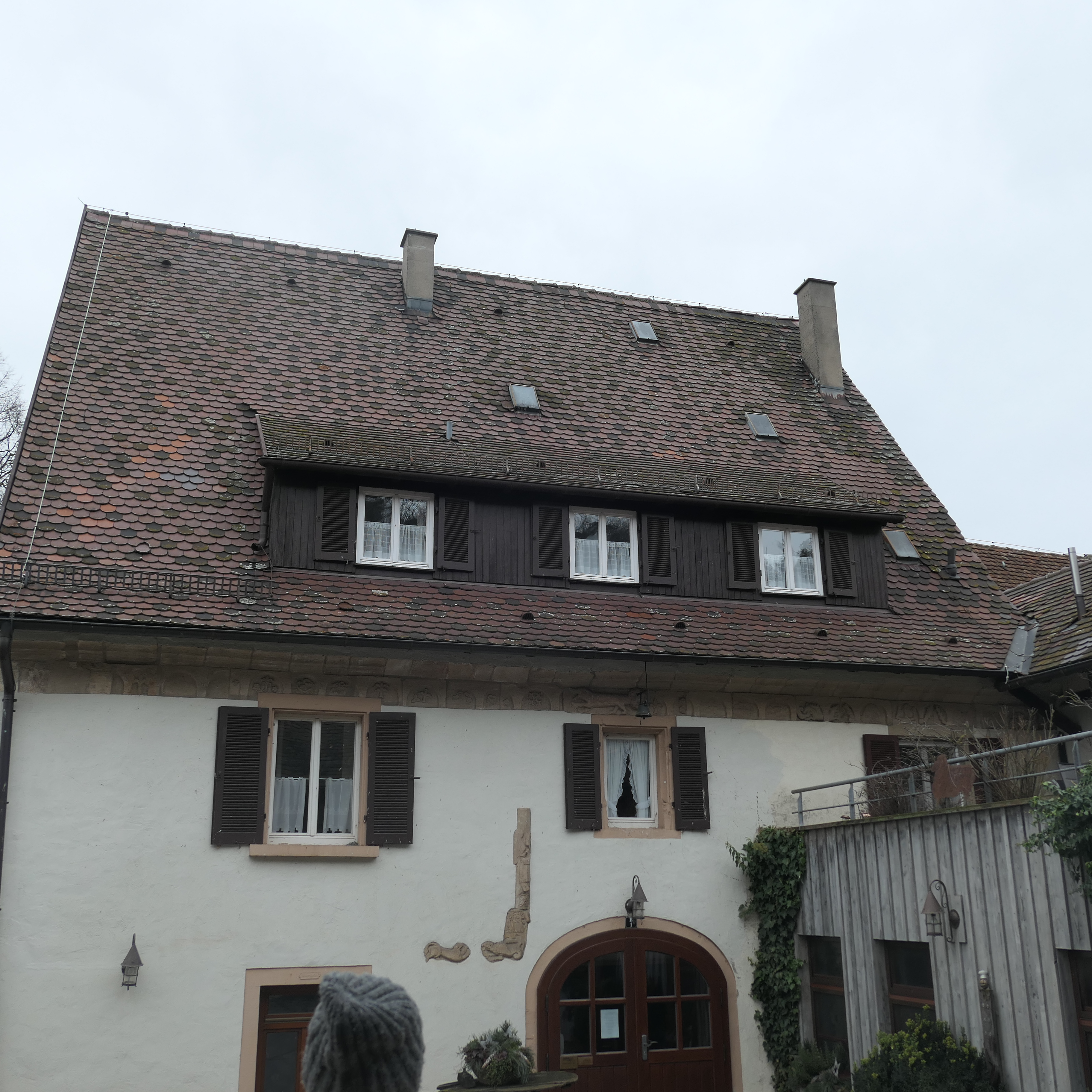
Friese

### Die Lindwurmsage und Nikolauslegende
Nach einer anderen Interpretation bezieht sich die als Gurt am Fries entlanglaufende Reihe von roh gearbeiteten Darstellungen auf eine Lindwurmsage: Eine weibliche Figur mit angstvoll erhobenen Armen wird vom Rachen eines auf zwei Felder verteilten Ungeheuers mit gewundenem Schwanz bedroht. Allerdings wird dieses Ungeheuer von zwei Hunden angefallen, neben denen kurzfüßige Wasservögel und Lilien erscheinen. Der heilige Nikolaus wird häufig in Verbindung mit einem Wasser-Ungeheuer dargestellt, auf dem er siegreich steht, während es sich gegen ihn aufbäumt. Wahrscheinlich ist dann das Ungeheuer Symbol des vom Heiligen Nikolaus bewältigten Elementes, und so könnten die Bilder an der Nikolauskapelle sich auf die Nikolauslegende beziehen.
Wenn man sich die Reihe von Bildern aber ergänzt denkt, so scheint hinter den Hunden der rettende Ritter St. Georg aus der Lindwurmsage folgen zu müssen, dessen Verehrung in Tübingen so sehr zu Hause ist, dass ihm nicht bloß die Tübinger Stiftskirche geweiht wurde, an der sein Bild als Lindwurmtöter wiederholt dargestellt ist, sondern dass nach einer Volkssage die Tübinger Gegend als Hauptplatz seiner Legende beschrieben wird.
Vom Lindwurm, den der fromme Ritter zur Rettung der Königstochter erschlug, könnte der Wurmlinger Berg seinen Namen erhalten haben. Darüber hinaus haben die Ritter von Wurmlingen in ihrem Wappen einen Lindwurm. Bei der Stiftskirche kommen St. Georg und St. Nikolaus nebeneinander vor. So wäre es möglich, dass sie auch in Schwärzloch nebeneinander verehrt worden sind, und während der Altar dem Nikolaus geweiht war, sollten die Friesverzierungen an St. Georg, den anderen Ungeheuertöter, erinnern.
Der Chor ist schmäler als die Kapelle und hat in den vier Ecken Säulen, die auf keilförmigen Kapitellen ein hohes Kreuzrippengewölbe tragen. Der Triumphbogen, der vom Schiff in den Chor führt, ist spitzbogig, die schmalen Fenster sind noch halbrund, die Gewölberippen von birnenförmigem Querschnitt. An der Ostwand des Chores befindet sich über dem Halbkreisbogen der Apsis ein Relief, das ein Einhorn darstellt, ein anderes daneben wurde herausgebrochen. Durch die Tünche der Wände und des Gewölbes schimmern noch Spuren von Fresken.
Außen gibt die von Lisenen, Rundbogen- und Zahnschnittfries belebte Chorpartie, die ganz an den grünen Abhang vortritt, ein sehr anmutiges Bild. Starke über Eck stehende Strebepfeiler von spätromanischer Form stützen die freien Ecken des Chores; ein quadratisches, von romanischer Vierblattrosette erfülltes Fenster durchbricht seinen Ostgiebel. Der alte höhere Steingiebel des Schiffes wird von dem hölzernen des jetzigen Daches überragt, auf ihm sitzen, in den hölzernen Giebel eingebaut, noch die Reste des alten steinernen Glockengiebels, daran ein Steinmetzzeichen.